# Gymnometopina halidayi
Gymnometopina halidayi är en tvåvingeart som beskrevs av Allen L.Norrbom 1987. Gymnometopina halidayi ingår i släktet Gymnometopina och familjen hoppflugor. Inga underarter finns listade i Catalogue of Life.